# Titta Titta
Titta Titta är en visa med text och musik av Owe Thörnqvist.
Titta Titta, även känd som Så vänder vi på bladet och vad hittar vi väl där, handlar om en magister som förgäves försöker få ordning på sin skolklass. Historien i visan utspelar sig på Sverkerskolan i stadsdelen Luthagen  i Uppsala där Thörnqvist studerade under 1930-talet andra hälft.
Visan förekom redan 1953 i Owe Thörnqvists och Rune Eks revy Bada med oss i Uppsala. 1956 sjöng Thörnqvist in låten på grammofonskiva tillsammans med Ulla-Bella Fridh. Titta Titta blev en stor framgång och återfinns bl.a. i ett flertal skolsångböcker.